# 聖尼古拉斯主教座堂 (華盛頓)
38°55′30″N 77°04′07″W / 38.9249°N 77.0686°W

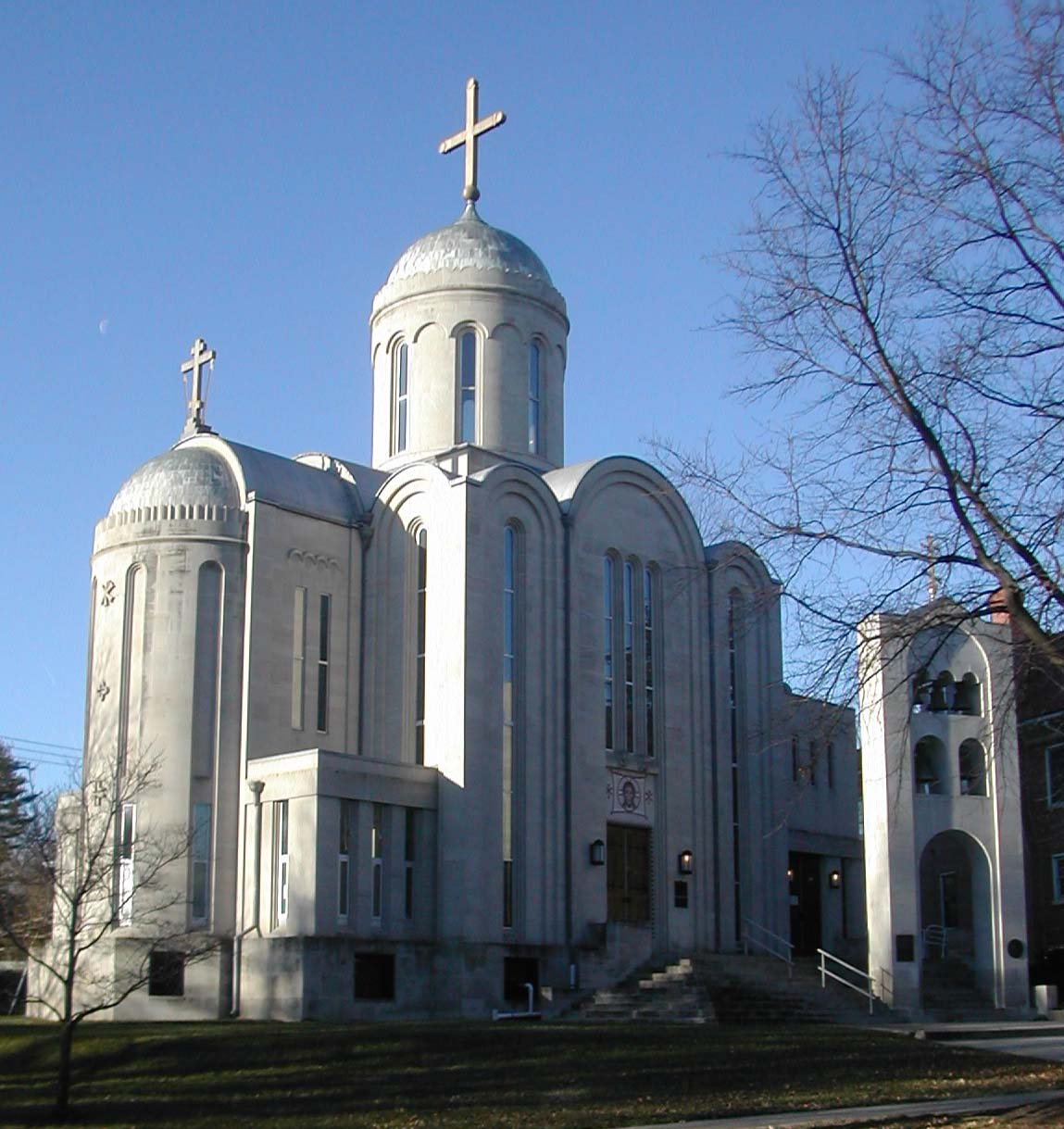

聖尼古拉斯主教座堂（St. Nicholas Cathedral）是位於美國華盛頓的一座教堂，也是美國正教會最重要的教堂。最初的教堂修建於1930年。聖尼古拉斯正教昨天是按照12世紀時俄羅斯弗拉基米爾的聖德米特烏斯教堂的樣式修建的。

## 外部連結
- Saint Nicholas Cathedral （页面存档备份，存于） official site (English and Russian)
- Parish listing （页面存档备份，存于） (Orthodox Church in America)
- map (bird's eye view)